# Pterella liberiensis
Pterella liberiensis är en tvåvingeart som beskrevs av Zumpt 1961. Pterella liberiensis ingår i släktet Pterella och familjen köttflugor. Inga underarter finns listade i Catalogue of Life.